# C9-Liga
Die C9-Liga (chinesisch 九校聯盟 / 九校联盟, Pinyin Jiǔ Xiào Liánméng) ist ein Zusammenschluss von neun chinesischen Spitzenuniversitäten. Er wird auch mit der Ivy League verglichen.

## Hintergrund
Seine Wurzeln hat der Zusammenschluss im Projekt 985, als die chinesische Regierung ab 1998 erst zehn Universitäten und ab 2004 insgesamt 36 Universitäten für Zeiträume von jeweils drei Jahren Forschungsmittel in signifikanter Höhe gewährte. Aus diesem Kreis entstand 2009 die C9-Liga, deren Mitglieder die Fudan-Universität und die Jiaotong-Universität Shanghai (beide Shanghai), die Universität Nanjing (Nanjing), die Universität Peking und die Tsinghua-Universität (beide Peking), die USTC (Hefei), die Jiaotong-Universität Xi’an (Xi’an), die Zhejiang-Universität (Hangzhou) und die Polytechnische Universität Harbin (Harbin) sind.
Eine von Thomson Reuters für den Zeitraum von Januar 2000 bis Oktober 2010 durchgeführte Analyse ergab, dass diese neun Bildungseinrichtungen etwa 3 Prozent des chinesischen Forschungs- und Entwicklungspersonals beschäftigen und rund 10 Prozent der Ausgaben für Forschung und Entwicklung erhalten. Damit wurden etwa 20 Prozent der chinesischen Paper produziert und rund 30 Prozent aller chinesischen Zitationen erwirkt.
Die C9-Liga ist Mitglied des weltweiten Zusammenschlusses von Forschungsuniversitäten, die das sogenannte Hefei-Statement („Hefei Statement On The Ten Characteristics Of Contemporary Research Universities“) unterzeichnet haben. Weitere Mitglieder sind u. a. die AAU (USA), die German U15 (Deutschland), die GO8 (Australien), die LERU (Europa), die Russell-Gruppe (Großbritannien) und die Canadian U15 (Kanada).